# Sonate pour piano no 20 de Schubert
Pour un article plus général, voir Sonate pour piano.
Pour les articles homonymes, voir Sonate pour piano (homonymie).
La Sonate pour piano no 20 en la majeur D. 959 est l'avant-dernière sonate de Franz Schubert. Composée en septembre 1828 pour pianoforte, elle témoigne d'une liberté de création avant-gardiste, et est célèbre pour la mélodie romantique de son deuxième mouvement, un andantino.

## Contexte
Avec le quintette en ut majeur et les sonates pour piano no 19 et no 21, terminées le 26 septembre 1828, il s'agit d'une des dernières œuvres achevées du compositeur. Franz Schubert a conçu cette pièce dans un tout aux thèmes cycliques qu'elle forme avec ces sonates testamentaires (en). Destinées à l'interprète le plus fameux de Ludwig van Beethoven, Johann Nepomuk Hummel, elles sont un hommage au maître décédé un an et demi auparavant.
Affaibli par la syphilis et l'alcool depuis six années, le compositeur, déjà célèbre, s'est réfugié en septembre 1828 chez son frère aîné, Ferdinand. Celui-ci occupe, avec sa femme Anna (qui mourra quelques mois plus tard), un appartement dans une maison du quartier de Wieden à Vienne. Franz Schubert a l'occasion de faire entendre ses dernières compositions auprès d'un public qui les reçoit très favorablement. Le 19 novembre, âgé de trente et un ans, il est emporté par le fièvre typhoïde après deux semaines de fièvre.
Son éditeur, Heinrich Albert Probst, ne reçoit pas le manuscrit des « Trois Grandes Sonates ». C'est à titre posthume, dix ans plus tard, qu'Antoine Diabelli les publie.
À une date antérieure inconnue, au plus tôt en 1827, Schubert a composé un autre andantino, en la bémol majeur, qui figurera dans les Moments musicaux (D. 780). Plus tôt encore, à l'âge de vingt ans, en 1816, il avait écrit un andantino en do majeur (D. 348).

## Composition
La pièce comporte quatre mouvements et son exécution demande une trentaine de minutes, dont la moitié est consacrée au seul premier :
- Allegro
  - Exposition
  - Développement
  - Réexposition
  - Coda
- Andantino
  - fa dièse mineur
  - do dièse mineur
  - fa dièse mineur

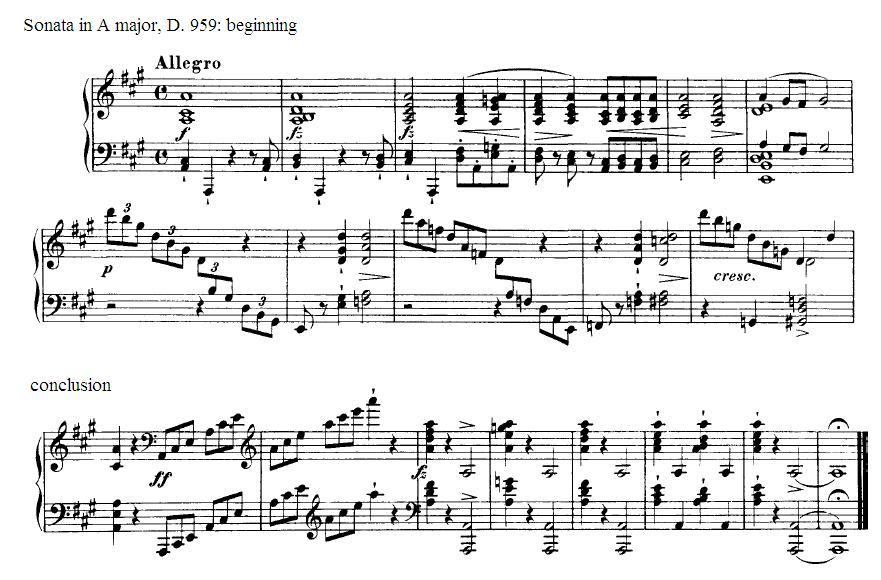
Premières et dernières mesures.

- Scherzo : allegro vivace – Trio : un poco più lento
  - A : la majeur
  - B : do majeur - do dièse mineur
  - C : la majeur
  - Trio : ré majeur
- Rondo : allegretto presto
  - A–B–A
  - Développement
  - A–B–A
  - Coda

## Interprétations
- Wilhelm Kempff
- Elisabeth Leonskaïa
- Adam Laloum
- Eunice Norton
- Artur Schnabel
- Christoph Eschenbach
- Alfred Brendel
- Rudolf Serkin
- Annie Fischer
- Shura Cherkassky
- Vladimir Ashkenazy
- Andras Schiff
- Murray Perahia
- Claudio Arrau
- Daniel Barenboïm
- Maurizio Pollini
- Alexander Lonquich
- Valeri Afanassiev
- Giovanni Bellucci
- Mitsuko Uchida
- Paul Badura-Skoda
- Paul Lewis
- Ingmar Lazar
- Grigori Sokolov
- Krystian Zimerman

## Illustration
L'andantino a servi de bande sonore au film Au hasard Balthazar de Robert Bresson, au film J'ai toujours rêvé d'être un gangster de Samuel Benchetrit, au film Winter Sleep ((Kış Uykusu) de Nuri Bilge Ceylan, ainsi qu'à la création de la version originale de Savannah Bay de Marguerite Duras, au Théâtre national de Chaillot, en 1995, dans une mise en scène de Jean-Claude Amyl, avec Gisèle Casadesus et Martine Pascal.
Il a aussi servi, du moins au niveau du thème mélodique, avec les mêmes harmonies et premiers développements, pour le film Valse avec Bachir, d'Ari Folman. L'andantino, pour partie, précède la charge d'Eylau dans le film de 1994 d'Yves Angelo, Le Colonel Chabert et dans Sagan (téléfilm et film de Diane Kurys).

### Documentaire
- Les Trois Dernières Sonates de Franz Schubert (1989) de Chantal Akerman